# Ferdinand Hueppe

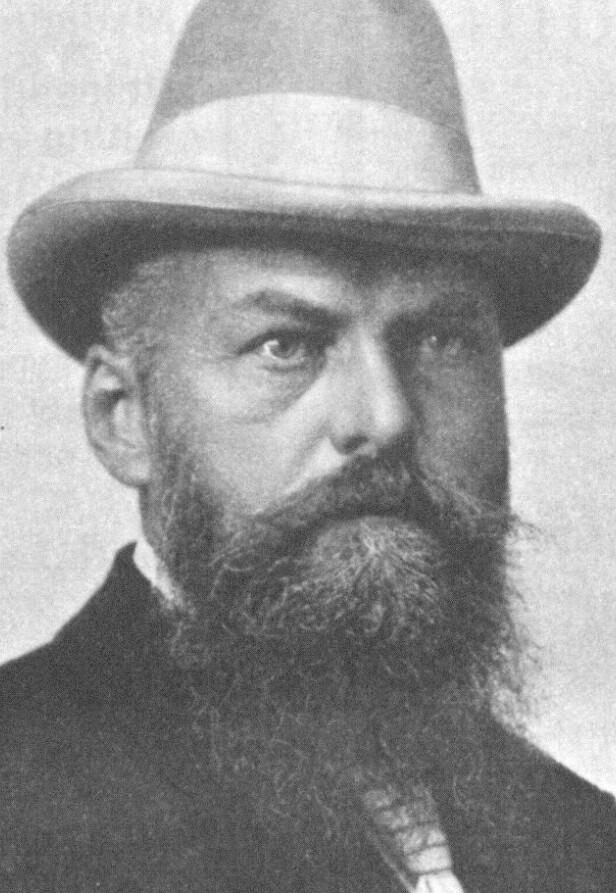
Ferdinand Hueppe, 1902

Ferdinand Adolph Theophil Hueppe (* 24. August 1852 in Heddesdorf bei Neuwied, Rheinprovinz; † 15. September 1938 in Dresden) war ein deutscher Arzt, Bakteriologe, Hygieniker, Hochschullehrer und Sportfunktionär. Er gilt als Begründer der Konstitutionshygiene. Von 1900 bis 1904 war er der erste Präsident des Deutschen Fußball-Bundes.

## Leben und Wirken
Hueppes Eltern waren der königliche Rechnungsrat Ferdinand Adolf Hueppe und Anna Eva Hueppe, geborene Reiffenberg. Der schon als Kind von Sport und Naturwissenschaften begeisterte Ferdinand Hueppe verlor mehrere Geschwister durch Diphtherie. Er besuchte das Progymnasium in Neuwied, absolvierte die Obersekunda in Koblenz und die Prima am Gymnasium Philippinum Weilburg. Nach dem Abitur studierte Hueppe ab 1872 Medizin am militärärztlichen Friedrich-Wilhelm-Institut in Berlin. 1871 wurde er Mitglied des Corps Alemannia Berlin. Nach dem Examen promovierte er 1876 zum Dr. med. et chir., leistete seinen Militärdienst als Militärarzt bei einem Regiment in Rastatt und kehrte 1879 nach Berlin zurück, wo er am Kaiserlichen Gesundheitsamt tätig wurde. Von 1880 bis 1884 war er dort einer der ersten Schüler und Mitarbeiter von Robert Koch. Im Jahr 1885 nahm Hueppe seinen Abschied und begann mit dem Aufbau einer Abteilung für Bakteriologie beim Chemischen Institut Fresenius in Wiesbaden. Im selben Jahr heiratete er in Wiesbaden Luise Laura Mumbrauer. 1889 folgte er dem Ruf der Karl-Ferdinands-Universität auf den Lehrstuhl für Hygiene. Von 1887 bis 1893 übertrug er das Gesetz von der Erhaltung der Energie auf die Beziehungen zwischen Krankheitsursache und Disposition. Als ordentlicher Professor und k. k. Obersanitätsrat leitete Hueppe das Hygienische Institut bis zu seiner Pensionierung im Jahre 1912. Sein Nachfolger wurde Oskar Bail.
Im Ersten Weltkrieg diente Hueppe zunächst als Generalarzt und beratender Hygieniker bei der Südarmee in den Karpaten, wo er Verwundungen erlitt. Zurück, schrieb er im Jahr 1915 über Entstehung und Ausbreitung von Kriegsseuchen und weitere Werke. Seinen Lebensabend verbrachte er in Dresden.
In den Jahren 1920 und 1921 war Hueppe Vorsitzender der Naturwissenschaftlichen Gesellschaft Isis in Dresden, deren Ehrenmitglied er 1926 wurde. Im August 1938 starb er an einer Lungenembolie.

### Sport
Schon als Jugendlicher spielte Hueppe in seiner Heimatstadt Neuwied mit englischen Schülern Fußball. Als Student war er Mitglied der Berliner Turnerschaft. Im Jahr 1890 rief Hueppe den Zentralausschuss für Jugend- und Volksspiele ins Leben. An den ersten Olympischen Spielen 1896 in Athen nahm er als Kampfrichter teil. 1898 war er Mitbegründer der Deutschen Sportbehörde für Athletik, dem heutigen Deutschen Leichtathletik-Verband. Er stand der frühen FKK-Bewegung nahe und praktizierte u. a. Nacktrudern.
Als Vorsitzender des DFC Prag vertrat Hueppe am 28. Januar 1900 diesen und den Deutschen FC Germania 1898 Prag auf der Gründungsversammlung des Deutschen Fußball-Bundes in Leipzig und war dort mit 47 Jahren der älteste Teilnehmer. Am 7. Oktober 1900 wurde er zum 1. Vorsitzenden des DFB gewählt. Mit dem Beitritt des DFB zur FIFA 1904 mussten die Prager Vereine aus dem Verband ausscheiden. Hueppe trat als 1. Vorsitzender zurück und wurde zum Ehrenmitglied des DFB ernannt.

### Ehrungen
- Dr. iur. h. c. der University of Aberdeen
- k. k. Hofrat
- Ehrenmitglied des Deutschen Fußball-Bundes
- 1891: Wahl in die Deutsche Akademie der Naturforscher Leopoldina[6]
- 1927: Ehrensenator der TH Dresden
- 1936: Goethe-Medaille für Kunst und Wissenschaft
- 1937: Großer Ehrenbrief des Nationalsozialistischen Reichsbundes für Leibesübungen

## Kritische Würdigung
Im Dezember 2005 beschloss der Stadtrat von Neuwied, das Professor-Hueppe-Stadion umzubenennen. Hintergrund der Entscheidung waren unter anderem Hueppes Betrachtungen und Äußerungen in Zusammenhang mit seiner Arbeit als Eugeniker. Die Rolle Hueppes als „Pionier“ der deutschen Sportbewegung wird in der neueren Forschung kritisch hinterfragt. Hueppe verband in seinen hygienewissenschaftlichen Darstellungen den Fußballsport mit der Rassenhygiene und insbesondere mit dem Sozialdarwinismus. Seine Konzeption zum Fußballsport sah den Sport nicht als eigentliche Zweckbestimmung an, sondern als flankierende Maßnahme für den „Überlebenskampf der germanischen Herrenrasse“. Auch in der frühen FKK-Bewegung, der Hueppe nahestand, war der Gedanke der Zuchtwahl weit verbreitet.
Er vertrat außerdem antisemitische Ideen.